# 三輪村 (山口県)
三輪村（みわそん）は、山口県熊毛郡にあった村。現在の光市三輪にあたる。

## 地理
- 河川：田布施川

## 歴史
- 1889年（明治22年）4月1日 - 町村制の施行により、近世以来の三輪村が単独で自治体を形成。
- 1943年（昭和18年）11月3日 - 岩田村・塩田村・束荷村と合併して大和村が発足。同日三輪村廃止。

## 交通

### 鉄道路線
村域を鉄道省の柳井線（現・山陽本線）が通過したが、駅は所在しなかった。